# Сириаку
Сириаку (порт. Ciríaco)  —  муниципалитет в Бразилии, входит в штат Риу-Гранди-ду-Сул. Составная часть мезорегиона Северо-запад штата Риу-Гранди-ду-Сул. Входит в экономико-статистический  микрорегион Пасу-Фунду. Население составляет 4806 человек на 2006 год. Занимает площадь 273,872 км². Плотность населения — 17,5 чел./км².
Праздник города —  19 мая.

## История
Город основан 28 декабря 1965 года. 

## Статистика
- Валовой внутренний продукт на 2003 составляет 73.915.160,00 реалов (данные: Бразильский институт географии и статистики).
- Валовой внутренний продукт на душу населения на 2003 составляет 14.753,53 реалов (данные: Бразильский институт географии и статистики).
- Индекс развития человеческого потенциала на 2000 составляет 0,769 (данные: Программа развития ООН).